# Благодатне (Гагарінський район)
Благодатне (рос. Благодатное) — селище Гагарінського району Смоленської області Росії. Входить до складу Кармановського сільського поселення.
Населення — 165 осіб (2007 рік).